# Transrapid 05
Il Transrapid 05 fu un progetto e realizzazione di Krauss-Maffei, Messerschmitt-Bölkow-Blohm e Thyssen Henschel (Konsortium „Magnetbahn Transrapid“) risalente al 1979. Fu il successore del Transrapid 04.

## Storia
Il Transrapid 05 venne nel 1979 costruito per la Internationale Verkehrsausstellung di Amburgo (8 giugno-1º luglio 1979) e operativo su una linea di 908 m, a scopo di esposizione e test per un futuro utilizzo di massa. Fu operativo per 12 ore giornaliere con un passaggio ogni 10 minuti e trasportò durante l'apertura della Esposizione, oltre 55.000 persone.
Dopo la fiera venne smontato il tracciato e accorciato di 580 metri, venne rimontato presso la Thyssen Henschel (oggi ThyssenKrupp Transrapid GmbH). Dopo una ulteriore ristrutturazione nel 2005 rimangono solo 50 metri di pista. Per protezione del treno i finestroni della cellula sono stati ricoperti per proteggerli dai raggi UV con fogli appositi.
Nell'ottobre 2020 il treno e la linea sono stati smontati e ricostruiti all'interno di un edificio. Dal novembre 2020 presso il Technik-Museum Kassel, già Henschel-Werk Kassel-Rothenditmold, giace una rotaia di 30 m di lunghezza.

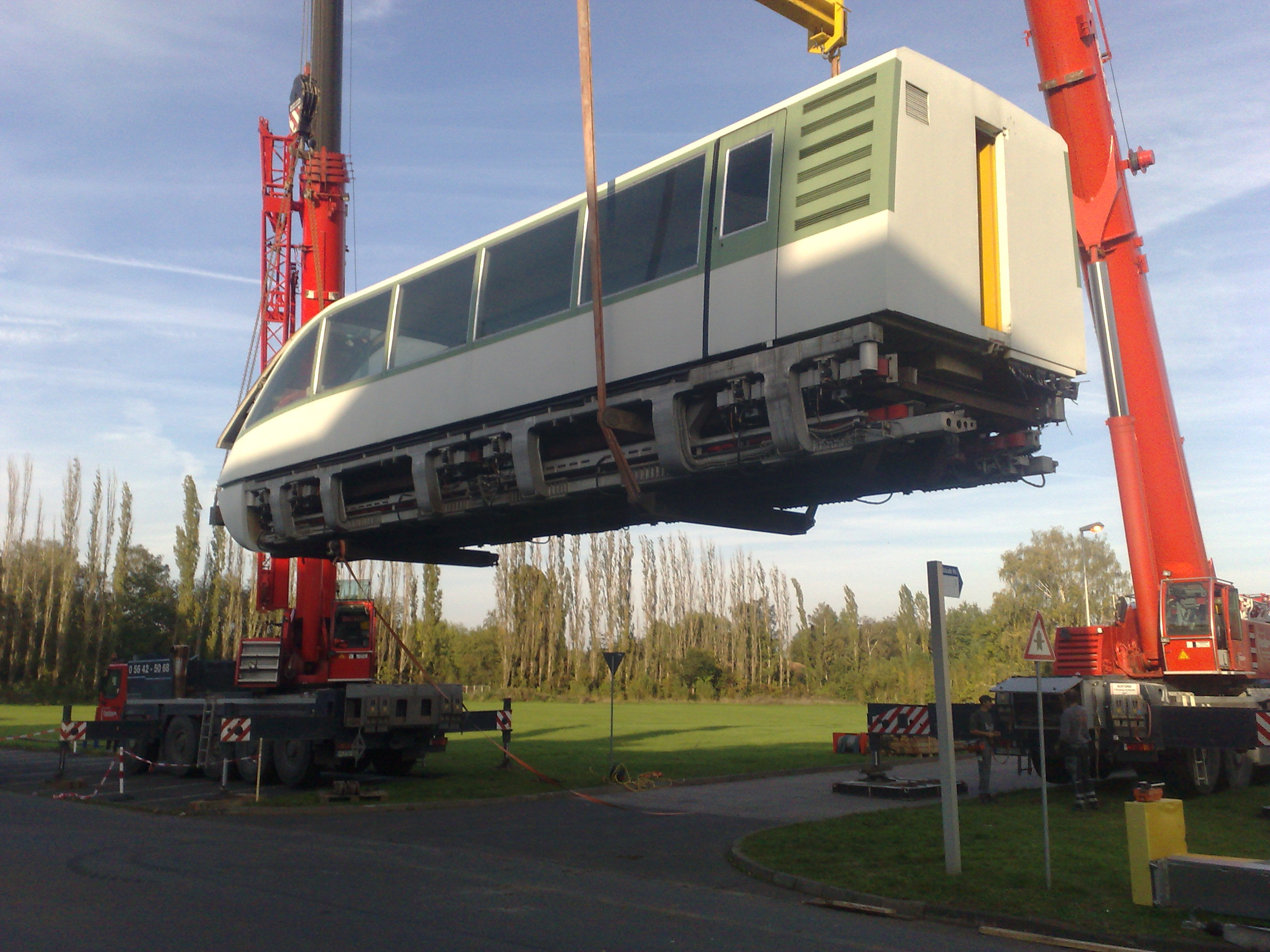
Transrapid 05 durante il trasporto

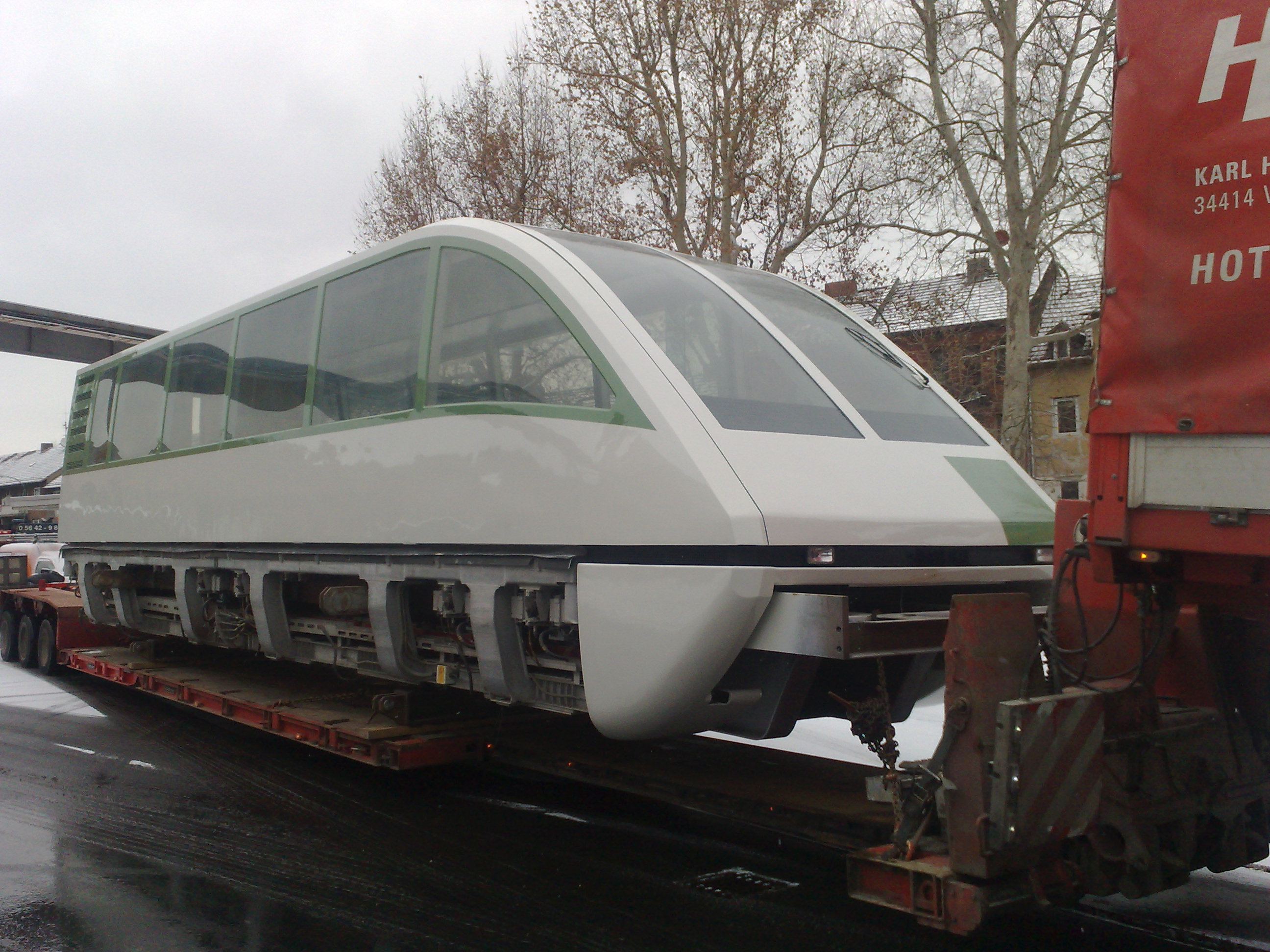
Transrapid 05 dopo il restauro

## Tecnica
Il veicolo è lungo 26 m e dispone di 68 posti a sedere. È il primo veicolo della serie Transrapid con propulsione a statore lungo; ovvero con le spazzole del motore lineare sulla rotaia e non sul veicolo. Lo scarto è diverso rispetto al Transrapid 06 e incompatibile con il Transrapid-Versuchsanlage Emsland (TVE).
Il design del treno venne creato da un gruppo di lavoro con responsabile Alexander Neumeister.